# José Roberto Suárez
José Roberto Suárez (Montevideo, 14 de febrero de 1902-Montevideo, 18 de agosto de 1964) fue un activista, escritor y poeta uruguayo.

## Biografía
Nacido en Montevideo, Uruguay, pasó su infancia en un reformatorio. Con 18 años, comenzó su carrera literaria. Al lado de su compañero Pilar Barrios, publicó algunos de sus poemas en el periódico Nuestra raza y también en el diario Ansina. De profesión obrera, sus poemas tratan de la pobreza y de su condición de negro, la cual representaba un problema social en el Uruguay de aquellos tiempos.
Probablemente su publicación más conocida sea el poema Barrio Reus del Sur, el cual trata sobre el barrio de Montevideo del mismo nombre. En general, su poesía gira en torno al amor y a la temática del racismo.
Murió en Montevideo y se encuentra enterrado en el Cementerio del Norte, en la misma ciudad.

## Obra
- Tambor.
- A los expositores de II Salón "Ramón Pereyra"
- Parche y madera.
- Barrio Reus del Sur